# Carl Edvard Fritze
Carl Edvard Fritze, född 16 juli 1811 i Stralsund i Svenska Pommern (nu i Landkreis Vorpommern-Rügen i Tyskland), död 21 mars 1894 i Berlin, var en svensk bokhandlare och bokförläggare.
Efter studier i Stralsund ägnade han sig åt bokhandel i Berlin. Han var son till tygskrivaren Gustav Steinhöfel. År 1833 adopterades han av dekorationsmålaren Johan Carl Fritze, som var bosatt i Stockholm. År 1837 fick han tillstånd att vistas i Sverige och två år senare blev han svensk medborgare. År 1837 startade han en bokhandel och förläggarrörelse tillsammans med C.A. Bagge, embryot till Fritzes. År 1841 trädde Bagge ur firman. 
Genom sina resor i Tyskland fick Fritze goda kontakter inom den internationella bokmarknaden. Vid sidan av detta hade han även kontakter till den svenska universitetsvärlden, vilket utgjorde förutsättningarna för företagets utveckling. År 1862 erhöll han fullmakt som hovbokhandlare. Samma år överlät han firman till P.B. Eklund och E. Giron och reste tillbaka till Tyskland.